# Бломбос

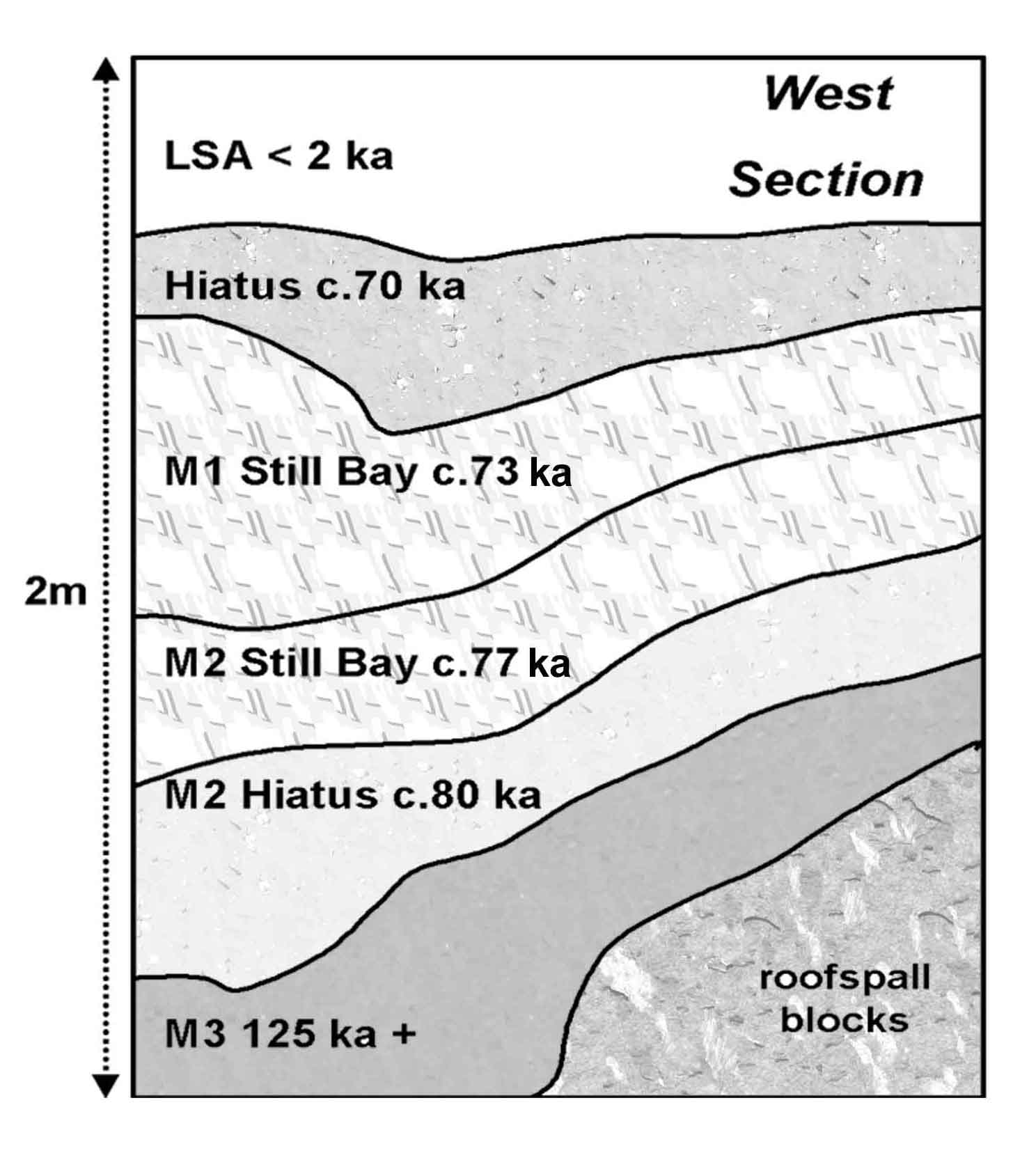
Датування культурних шарів печери Бломбос. Зверху вниз: пізнє кам'яне століття Африки (LSA) менше 2000 років; шар без археологічних знахідок, близько 70 тисяч років; M1 і M2 Still Bay — перший і другий шари Середнє кам'яне століття Африки близько 73 000 і близько 77 000 років тому; M2 Hiatus — шар без археологічних знахідок, близько 80 тисяч років; M3 — третій шар середньої кам'яної доби понад 125 000 років тому

Бломбос (африк. Blombos, букв. «квітучий ліс») — вапнякова печера на південному узбережжі ПАР.

## Загальний опис
Печера здобула популярність у зв'язку з виявленням у ній прикрас із 41 раковини Nassarius kraussianus[en] та інших виробів ранніх Homo sapiens, датованих віком близько 75 000 років тому.
Датування культурних шарів печери Бломбос. Зверху вниз:
- пізньої кам'яної доби Африки[en] (LSA) менше 2000 років; шар без археологічних знахідок, близько 70 тисяч років;
- M1 і M2 Still Bay — перший і другий шари середньої кам'яної доби Африки[en] близько 73 000 і близько 77 000 років тому;
- M2 Hiatus — шар без археологічних знахідок, близько 80 тисяч років;
- M3 — третій шар середньої кам'яної доби понад 125 000 років тому.

Розкопки проводяться з 1991 року. Ідентифіковані три культурні шари, що відносяться до середнього кам'яного віку Африки, М1, М2 та М3, вік яких становить близько 71, 78 та 100—140 тисяч років відповідно. Періоди, коли печера була заселена, чергуються тривалими періодами, коли вона порожня. У печері знайдені інструменти з кістки, намисто з морських раковин та шматки охри, що належать до періоду M1, а також кістяні знаряддя та охра у шарах M2 та M3.
Характерним маркером фази M1 є гострокінцевики, типові для стілбейської індустрії, як закінчені, і у різних стадіях виготовлення, поруч із якими присутні невеликі уламки каменю, які свідчать, що вироби виготовлялися безпосередньо в печері. Усього знайдено понад 400 гострокінцевиків. Камінь, з яких вони виготовлені, видобували не менше, ніж за 30 км від місця знахідок. Судячи з характеру подряпин, гострокінцевики використовували як наконечники списа. Спосіб виготовлення гострокінцевиків раніше вважався характерним для солютрейської культури, що існувала набагато пізніше в Європі. У деяких гострокінцевиках вчені виявили сліди токсичних речовин рослинного походження. На думку дослідників, дія таких речовин призводила до нейротоксичного отруєння жертви, що сприяло її знерухомлення.
Крім них, знайдено понад 60 намистин, виготовлених з раковин Nassarius kraussianus. З них 27, ймовірно, становили раніше одне намисто. Аналогічні намиста дещо більшого віку знаходили на Близькому Сході й півночі Африки, на стоянках атерійської культури. У печері Бломбос знайдено також понад 15 виробів із кістки періоду M1 та два камені з геометричними (решітчастими) малюнками охрою. Малюнки одному з каменів, схожі на хештег, датовані віком 73 тис. л. н., що робить їх найстарішими відомими сьогодні прикладами нефігуративного мистецтва.
Для фази M2 також характерні вироби з кістки, у кількості понад 20, але технологія обробки каменю помітно гірша. У фазі M3 артефакти з кістки відсутні, а вироби з каменю того ж походження мають порівняно грубу обробку, часто без ретуші. Великі шматки вохри з гравіюванням присутні у всіх шарах. У нижніх шарах осередки дуже великі та з численними залишками молюсків. Залишки кісток тварин, у кількості понад тисячу, належать безлічі видів, серед яких риби, ластоногі, включаючи дельфінів, наземні ссавці, в основному гризуни, даманові та дрібні пустотнорогі, а також дев'ять зубів людини, переважно молочних, але кістки людини відсутні. Зуби належали людям, останки яких знаходять в інших регіонах Південної Африки.

## Подальше читання та медіапродукція

### Публікації в рецензованих журналах і книгах
- Henshilwood, C. & d'Errico, F. (editors). 2011. Homo symbolicus: The dawn of language, imagination and spirituality. Amsterdam, Benjamins.
- Henshilwood, C. S. 2008. Holocene prehistory of the southern Cape, South Africa: excavations at Blombos Cave and the Blombosfontein Nature Reserve. BAR S1860, Cambridge: Cambridge Monographs in African Archaeology 75: 1- 171. Publications in peer-reviewed journals and books
- Henshilwood, C.S. & Lombard, M. 2013. Becoming human: Archaeology of the sub-Saharan Middle Stone Age. In: Renfrew, C. & Bahn, P.(eds.) The Cambridge World Prehistory, Volume 1. Cambridge: Cambridge University Press.
- Henshilwood, C.S. 2013. Origins of symbolic behaviour. In: McGraw-Hill Yearbook of Science & Technology. California, McGraw-Hill.
- Dubreuil, B. & Henshilwood, C.S. 2013. Archeology and the language-ready brain. Language & Cognition 5 (2/3).
- Henshilwood, C. S. 2012. The Still Bay and Howiesons Poort: 'Palaeolithic' techno-traditions in southern Africa. Journal of World Prehistory 25:205–237.
- Henshilwood, C., & Dubreuil, B. 2012. Response to Shea. Current Anthropology53 (1):1–3.
- d'Errico, F., Vanhaeren, M., Henshilwood, C., Lawson, G., Maureille, B., Gambier, D., Tillier, A. Soressi, M & van Niekerk, K. 2009. From the origin of language to the diversification of languages: What can archaeology and palaeoanthropology say? In F. d'Errico & J.-M. Hombert (eds.), Becoming Eloquent: Advances in the emergence of language, human cognition, and modern cultures. Amsterdam: John Benjamins Publishing Company: 13–68.
- Henshilwood, C.S. 2009. The origins of symbolism, spirituality & shamans: exploring Middle Stone Age material culture in South Africa. In Becoming human: innovation in prehistoric material and spiritual cultures, (eds. C. Renfrew & I. Morley), Cambridge, Cambridge University Press: 29–49.
- Henshilwood, C.S. & Dubreuil, B. 2009. Reading the artefacts: Gleaning language skills from the Middle Stone Age in southern Africa. In: (eds. R. Botha & C. Knight), The Cradle of Language, Oxford: Oxford University Press: 41–60.
- Henshilwood, C.S. 2008. Winds of change: palaeoenvironments, material culture and human behaviour in the Late Pleistocene (c. 77 — 48 ka) in the Western Cape Province, South Africa. South African Archaeological Bulletin, Goodwin volume, Current Themes in Middle Stone Age Research 10: 35–51.
- Henshilwood, C.S. 2007. Fully symbolic sapiens behaviour: Innovation in the Middle Stone Age at Blombos Cave, South Africa. In: Rethinking the Human Revolution: New Behavioural and Biological Perspectives on the Origins and Dispersal of Modern Humans,. (eds.C. Stringer & P. Mellars), MacDonald Institute Research Monograph series: Cambridge, University of Cambridge Press: 123—132 1.
- Henshilwood, C.S. 2006. Modern humans and symbolic behaviour: Evidence from Blombos Cave, South Africa. In Origins (ed. G. Blundell). Cape Town: Double Storey: 78–83
- Henshilwood, C.S. 2004. The Origins of Modern Human Behaviour — Exploring the African evidence. In Combining the Past and the Present: Archaeological perspectives on society. Edited by Terje Oestegaard, Nils Anfinset and Tore Saetersdal. BAR *International Series 1210: 95–106.
- Henshilwood, C.S. 1997 Identifying the collector: Evidence for human consumption of the Cape dune mole-rat, Bathyergus suillus, from Blombos Cave, southern Cape, South Africa. Journal of Archaeological Science 24:659–662.
- Henshilwood, C. S. 1996. A revised chronology for the arrival of pastoralism in southernmost Africa: new evidence of sheep at ca. 2000 b.p. from Blombos Cave, South Africa. Antiquity 70:945–949.
- Henshilwood, C.S., Nilssen, P. & Parkington, J. 1994. Mussel drying and food storage in the Late Holocene, sw Cape, South Africa. Journal of Field Archaeology 21:103–109.
- Lombard, M., et al. (2012) South African and Lesotho Stone Age sequence updated. South African Archaeological Bulletin.

### Популярні статті
- Henshilwood, C. & van Niekerk, K. 2012. Middle Stone Age Chemists: A 100,000 Year Old Pigment Processing Workshop at Blombos Cave, South Africa. The Digging Stick.
- Tollefson, Jeff 2012. Human evolution: Cultural roots. Nature: News Feature.
- Voght, Henrik 2012. Her så vi lyset. Aftenposten A-magasinet.

### Телебачення 2008—2013 (вибране)
- 2013 — CNN Inside Africa: African beads rewrite the human story?
- 2012 — NHK Japanese Television Special Human Series. Presenter: Tatsuya Fujiwara narration (narrator): Seiko Nakajo
- 2010 — NHK Japanese Broadcasting Corporation: Film for TV made with Henshilwood at Blombos Cave
- 2010 — Film made at Cape Point Nature Reserve with Henshilwood on the 'Origins of H. sapiens' for Foster Brother Film Productions, South Africa.
- 2009 — TV film made with Henshilwood at Blombos Cave for the Swedish Broadcasting Society Directed by Martin Widman and presented by Lasse Berg
- 2008 — Film made at Blombos Cave with Henshilwood in March, 2008 for display in the 'Anne & Bernard Spitzer Hall of Human Origins', American Museum of Natural History, New York.
- 2008 — Film made at De Hoop Nature Reserve with Henshilwood directed by Alan Wilcox on Human Evolution in Africa. SABC Production.